# Ваганово (Ленинградская область)
Вага́ново — деревня Рахьинского городского поселения Всеволожском районе Ленинградской области.

## История
Существует версия, что деревня Ваханова упоминается ещё в Писцовой книге Водской пятины 1500 года, но документальных подтверждений она не имеет, так как единственное упомянутое в «Переписной окладной книге» Ваганово, находится не в Келтушском, а расположенном севернее — Куйвошском погосте.
Первое картографическое упоминание деревни — селение Vaganofva происходит в 1704 году на подробной шведской карте Ингерманландии, причём на этой же карте, севернее Матоксы (в Куйвошском погосте), упомянуто ещё одно селение Vaganofva.
В 1773 году барон Иван (Иоганн) Юрьевич Фридрикс (Фредерикс) купил Марисельскую мызу с деревней Ваганова у вдовы подполковника Марфы Захаровны Макаровой (урожд. Мишуковой).

Река Морья состоит в даче г. баронессы Фридрихсовой. Дача её начинается от вышепомянутого носа Сосновца и простирается по берегу близ 30 верст. На сем пространстве считается только пять тоней, где набережные жители ловят рыбу неводами. Впрочем дно озера усыпано крупным булыжником, по причине которого нигде нельзя закидывать неводов, кроме упомянутых пяти тоней. Тони сии г. баронесса отдает в оброк своим крестьянам, живущим в трех деревнях, а именно: 1) в деревне Морье, лежащей близ устья реки Морьи, на правом её берегу; 2) в деревне Вагановой, которая находится между упомянутыми носами Сосновцом и Осиновцом, верстах в трех от озера; 3) в деревне Ириновке, до которой от Морьи по прямой дороге, проведенной оттуда даже до Охты, считается 13 верст…(1792 год).

Деревня Ваганова упоминается на «Карте окружности Санкт-Петербурга» 1810 года.

ВАГАНОВА — деревня принадлежит надворному советнику Сергею Поскочину, жителей по ревизии 34 м. п., 42 ж. п. (1838 год)

На этнографической карте Санкт-Петербургской губернии П. И. Кёппена 1849 года она обозначена как деревня «Waganowo» с преимущественно русским населением.

ВАГАНОВА — деревня г. Корфа, по просёлкам, 14 дворов, 33 души м. п. (1856 год)

На Плане генерального межевания Шлиссельбургского уезда упоминается как деревня Вогонова.

ВАГАНОВА — деревня владельческая, близ Ладожского озера; 8 дворов, жителей 41 м. п., 51 ж. п. (1862 год)

В 1865 году временнообязанные крестьяне деревни Ваганово выкупили свои земельные наделы у Л. Ф. Корфа.
В 1875 году пустошь Ваганово площадью 700 десятин за 7350 рублей приобрёл коллежский советник М. А. Андриянов.
Согласно подворной переписи 1882 года в деревне проживали 26 семей, число жителей: 58 м. п., 64 ж. п., разряд крестьян — собственники, а также пришлого населения 3 семьи, в них: 3 м. п., 10 ж. п..

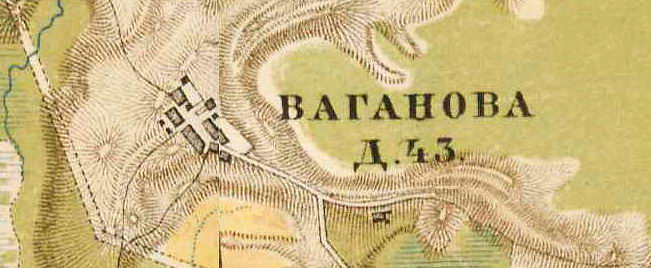
План деревни Ваганово. 1885 год

В 1885 году деревня насчитывала 43 двора.
Согласно материалам по статистике народного хозяйства Шлиссельбургского уезда от 1889 года 42 десятины земли в деревне Ваганово принадлежали великобританскому подданному Е. И. Андерсону. В имении было 4 лошади и 7 коров, хозяйством за 200 рублей в год руководил управляющий.

ВАГАНОВО — деревня, на земле Вагановского сельского общества; просёлочная дорога из села Ириновки в деревню Кокорево; рек, озёр, прудов и т. п. нет; находится на каменистом песчаном бору; 31 двор, 62 м. п., 72 ж. п., всего 134 чел.; кругом лес; имеются: православная часовня, школа грамоты, общественный хлебозапасный магазин Вагановского сельского общества, мелочная лавка. (1896 год)

В конце XIX — начале XX века деревня административно относилась к Рябовской волости 2-го стана Шлиссельбургского уезда Санкт-Петербургской губернии.
В 1909 году в деревне было 28 дворов.
В 1914 году в деревне работала земская школа (Вагановское училище) учителем в которой была Евдокия Николаевна Павлова.

ВАГАНОВО — деревня Вагановского сельсовета Ленинской волости, 47 хозяйств, 221 душа, все русские. (1926 год)

Деревня являлась административным центром Вагановского сельсовета, по данным переписи населения 1926 года к нему относились три населённых пункта: деревня Ваганово, деревня Коккорево и посёлок Ладожский Трудовой.

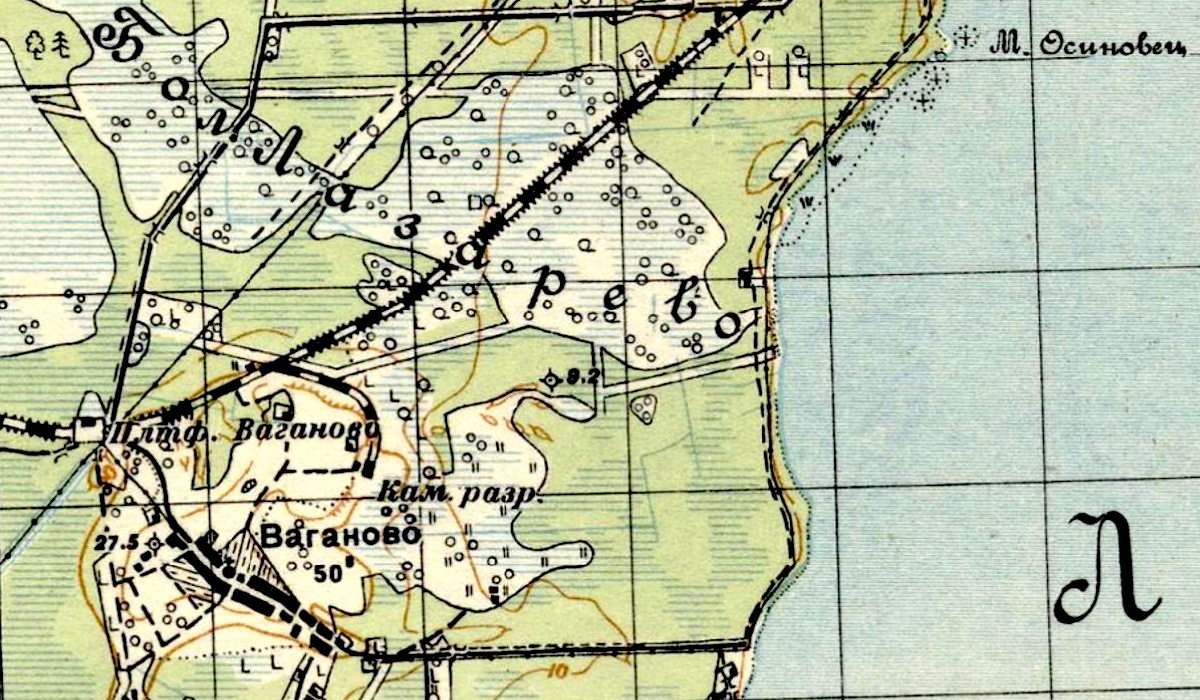
Деревня Ваганово на карте 1931 года

Согласно топографической карте РККА 1931 года деревня насчитывала 50 дворов.
По административным данным 1933 года в него входили: деревни Ваганово, Борисова Грива, Коккорево, Ириновка; посёлки Ладожский Трудпосёлок, Осиновец, Рахья и село Морье.
По административным данным 1936 года центром Вагановского сельсовета Ленинградского Пригородного района являлась деревня Борисова Грива. В сельсовете было 8 населённых пунктов, 558 хозяйств и 4 колхоза.
Постановлением Леноблисполкома от 14 апреля 1939 года к Вагановскому сельсовету с количеством населения в 6398 человек, из них русских — 6278 человек и финнов — 120 человек, были присоединены из ликвидированного Романовского финского национального сельсовета деревни: Лепсари с населением 329 чел., из них русских — 6 чел. и финнов — 323 чел. и Проба, которую населяли 348 чел., из них русских — 30 чел. и финнов 318 человек. После чего Вагановском сельсовете население составило 7075 чел., из них русских — 6314 чел. и финнов — 761 человек.

ВАГАНОВО — деревня Вагановского сельсовета, 643 чел. (1939 год)

В 1940 году деревня насчитывала 56 дворов.
Во время Великой Отечественной войны, в 1941—1944 годах в деревне находился пункт связи Ленинградского фронта (кодовое название — «Тройка-1»). Он был соединён с «большой землёй» проложенным по дну Ладожского озера подводным кабелем. В 1975 году на окраине деревни был открыт мемориал «Тройка-1» — восстановленный блиндаж пункта связи с мемориальной доской.
Во время Великой Отечественной войны в деревне были развёрнуты следующие медицинские учреждения:
- Военно-морской госпиталь КБФ № 5 (1941—1944)
- Эвакуационный приёмник № 740 (1941—1942)
- Полевой подвижный госпиталь № 2234 (1941—1943)
- Полевой подвижный госпиталь № 2228 (1944)[28].

В 1958 году население деревни составляло 1156 человек.
По данным 1966 и 1973 годов деревня Ваганово входила в состав Вагановского сельсовета с административным центром в деревне Борисова Грива.
По данным 1990 года в состав Вагановского сельсовета входили 13 населённых пунктов: деревни Борисова Грива, Ваганово, Ириновка, Кокорево, Ладожский Трудпосёлок, Лепсари, Морье, Проба; посёлки Змеиный, Посёлок № 2, Посёлок № 13; посёлки при станции Ириновка, Ладожское Озеро; общей численностью населения 2648 человек. Административным центром сельсовета была деревня Борисова Грива (620 чел.).
В 1997 году в деревне проживал 161 человек, в 2002 году — 1080 человек (русских — 82%), в 2007 году — 900.

## Современность
Решением облисполкома № 189 от 16 мая 1988 года, признаны памятниками истории, находящиеся в Ваганове: дом, в котором находился штаб по строительству бензопровода по дну Ладоги для снабжения блокадного Ленинграда и советских войск и блиндаж, где находился узел связи («Тройка-1»), обеспечивающий связь блокадного Ленинграда с Москвой и частями Ленинградского фронта.
В настоящее время рядом с деревней располагается множество садоводческих хозяйств — «Ладога», «Компрессор», «Бирюса», «Радуга», «Заря». В деревне находится небольшой военный городок, школа, детсад. Имеется лесоторговая база и страусиная ферма.
Через Ваганово проходит трасса ежегодного международного зимнего марафона «Дорога жизни».

## География
Деревня находится в восточной части района на автодороге 41К-064 «Дорога жизни» (Санкт-Петербург — Морье) в месте примыкания к ней автодороги 41К-204 (спецподъезд к дер. Ваганово).
Расстояние до административного центра поселения — 12 км.

## Демография
| 1862 | 2007 | 2010  | 2017  |
| ---- | ---- | ----- | ----- |
| 92   | ↗900 | ↗1275 | ↘1127 |

Национальный состав
Согласно данным Всероссийской переписи населения 2021 года в деревне проживали 748 человек, из них:
 русские — 607, украинцы — 20, лезгины — 10, азербайджанцы — 7, белорусы — 5,  кумыки — 5, татары — 5, марийцы — 4, молдаване — 3, даргинцы — 2, тувинцы — 2, чуваши — 2, армяне — 1, буряты — 1, грузины — 1, кабардинцы — 1, калмыки — 1, киргизы — 1, немцы — 1, табасараны — 1, эстонцы — 1, другие национальности — 12 человек, остальные национальность не указали.

## Транспорт
Ваганово связано с посёлком имени Морозова автобусным маршрутом № 609, протяжённостью 16 км и посёлком «Ваганово-2» автобусным маршрутом № 605, протяжённостью 12 км.
Близ деревни находится железнодорожная платформа Ваганово Ириновского направления Октябрьской железной дороги.

## Фото

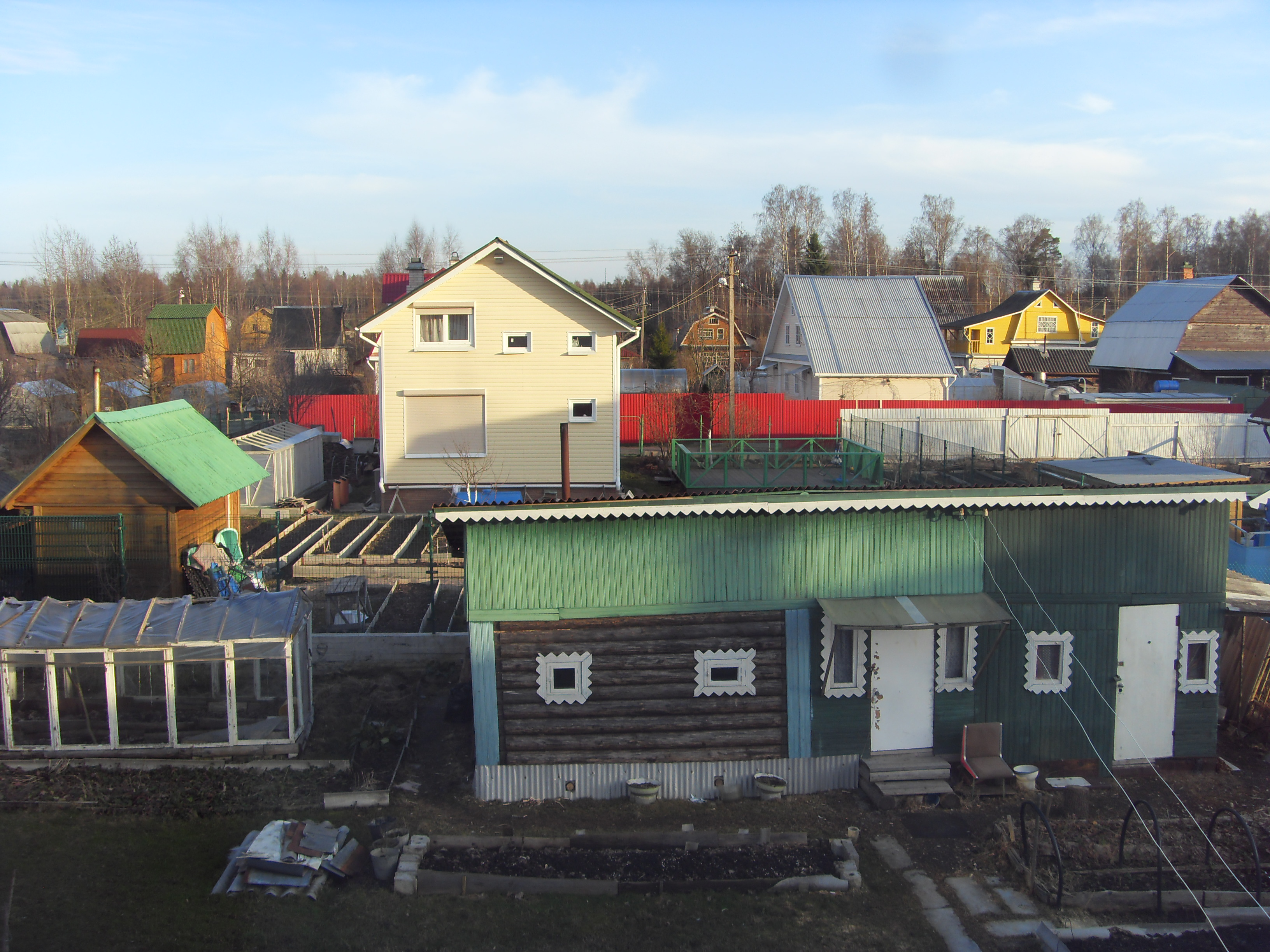
Деревня Ваганово. 2012 год
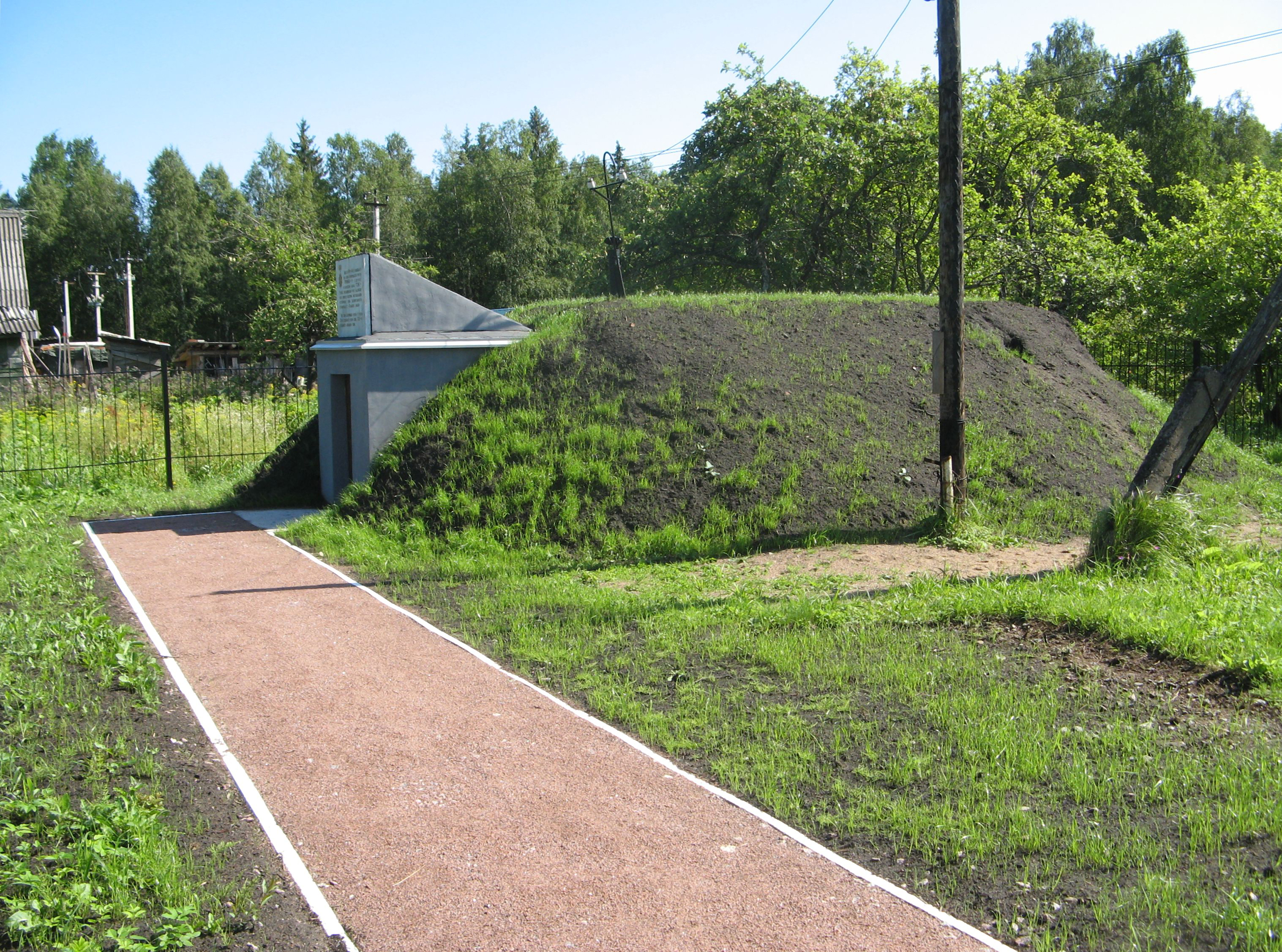
Блиндаж, где в 1941—1944 годах находился узел связи «Тройка-1». 2020 год
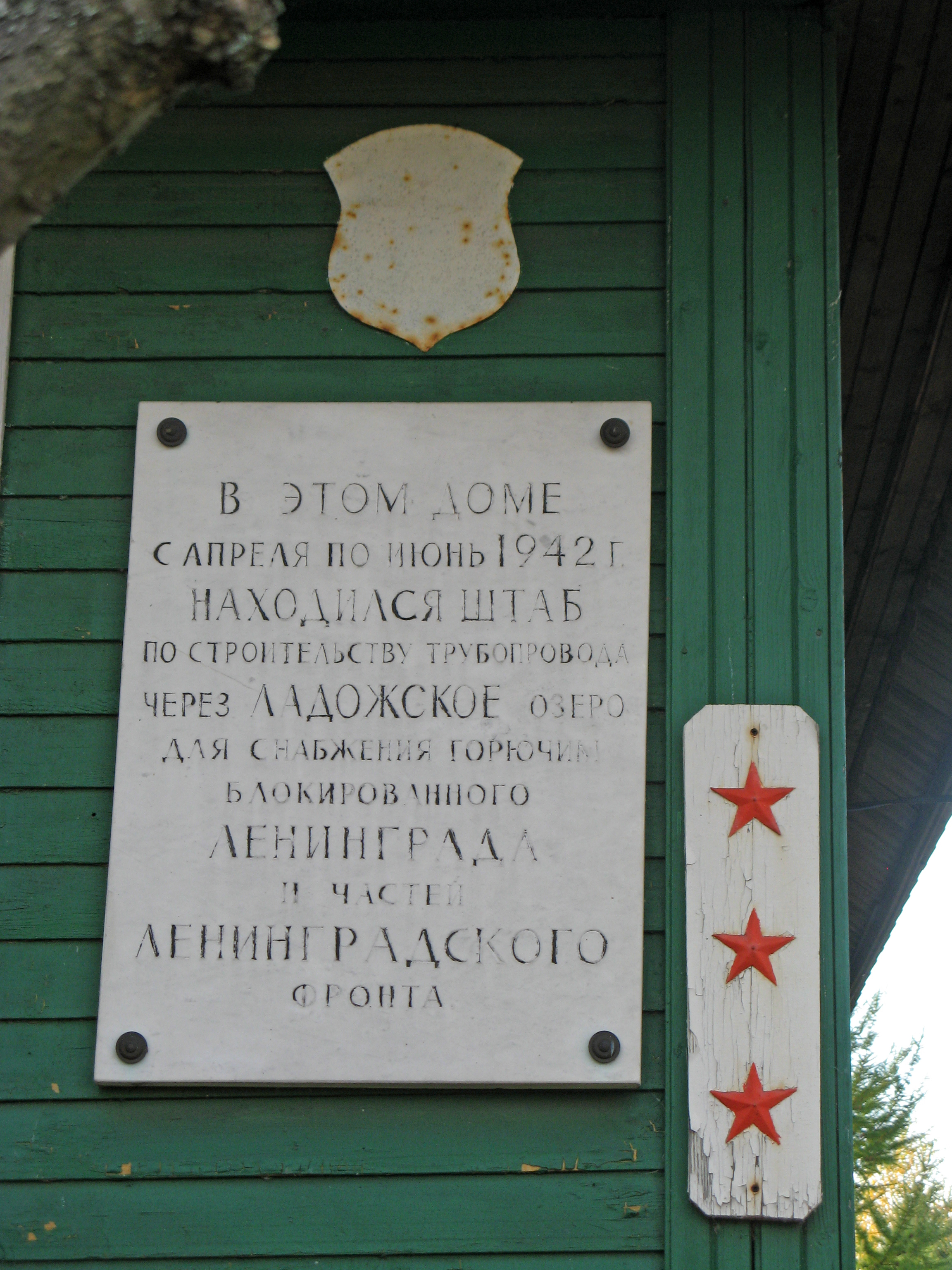
Штаб строительства бензопровода
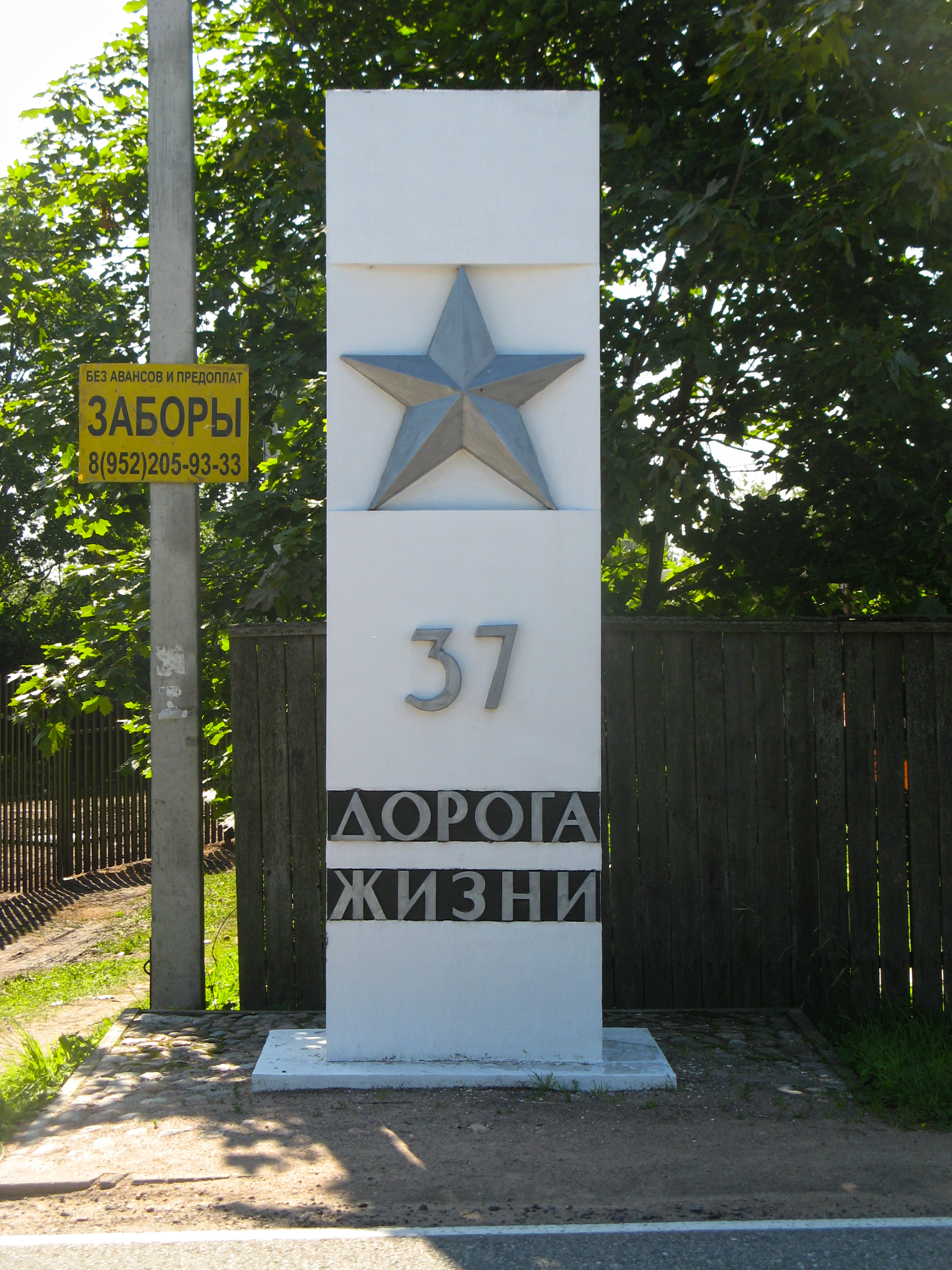
Памятный столб на Дороге жизни

## Улицы
Братьев Максимовых, Дом Учителя, Луговая, Полевая, Финская, Школьная .